# Зелений Луг (Новокузнецький район)
Зеле́ний Луг (рос. Зелёный Луг) — селище у складі Новокузнецького району Кемеровської області, Росія. Входить до складу Центрального сільського поселення.

## Населення
Населення — 168 осіб (2010; 231 у 2002).
Національний склад (станом на 2002 рік):
- росіяни — 99 %